# Brigitte Peschel
Brigitte Peschel (* 29. August 1952 in Wien) ist eine österreichische Geschäftsführerin und ehemalige Politikerin (LIF). Peschel war von 1995 bis 1996 Abgeordnete zum Österreichischen Nationalrat.
Peschel besuchte nach der Volksschule eine allgemeinbildende höhere Schule, die sie 1970 mit der Matura abschloss. Sie studierte in der Folge an der Hochschule für Welthandel und war von 1976 bis 1983 Geschäftsführerin einer Druckerei. Zwischen 1989 und 1996 war sie als Geschäftsführerin des Arcadia Opera-Shop in der Wiener Staatsoper tätig und wurde 1996 geschäftsführende Gesellschafterin der Firma Vienna World. 
Peschel war 1994 Landesgeschäftsführerin des Liberalen Forums Wien und ab 1993 Mitglied des Wiener Präsidiums, Sprecherin des Kulturausschusses Wien sowie Mitglied der Landesberater-Konferenz Wien. Sie vertrat das Liberale Forum vom 23. Jänner 1995 bis zum 14. Jänner 1996 im Nationalrat. 